# Putaoa huaping
Putaoa huaping is een spinnensoort in de taxonomische indeling van de Pimoidae.
Het dier behoort tot het geslacht Putaoa. De wetenschappelijke naam van de soort werd voor het eerst geldig gepubliceerd in 2008 door G. Hormiga & Tu.